# C/1882 R1 (Großer Septemberkomet)
C/1882 R1 (Großer Septemberkomet) war ein Komet, der im Jahr 1882 auch am Tage mit dem bloßen Auge gesehen werden konnte. Er war wahrscheinlich einer der hellsten Kometen, die je beobachtet wurden und wird aufgrund seiner außerordentlichen Helligkeit zu den „Großen Kometen“ gezählt.

## Entdeckung und Beobachtung
Über die frühesten Beobachtungen dieses Kometen gibt es leider keine Berichte aus erster Hand. Johann Gottfried Galle berichtete später, dass der Komet zum ersten Mal am Morgen des 1. September 1882 im Golf von Guinea und am Kap der Guten Hoffnung gesehen wurde. Einen Tag später wurde er in Auckland, drei Tage danach auch in Córdoba (Argentinien) und wiederum einen Tag später von einem Schiff in Panama gesehen.
Der erste Astronom, der den Kometen durch eigene Beobachtung entdeckte, war am 8. September William Henry Finlay am Kap der Guten Hoffnung. Er war auf dem Heimweg vom Royal Observatory am Kap der Guten Hoffnung und sah den auffälligen Kometen, der bereits einen Schweif von 1° Länge hatte. Er kehrte unverzüglich zum Observatorium zurück, um Messungen anzustellen. Weitere unabhängige Entdeckungen erfolgten durch John Tebbutt in Windsor (New South Wales) und Luiz Cruls in Rio de Janeiro an den folgenden Tagen. Am 9. September wurden eine Helligkeit des Kometen von 3 bis 4 mag und eine Schweiflänge von 2,5° berichtet.
In den folgenden Tagen bewegte sich der Komet stetig auf die Sonne zu, aber er verschwand nicht im zunehmenden Licht der Morgendämmerung, sondern blieb weiter sichtbar. Am 13. September war der Kometenkern bereits sehr hell und der gerade Schweif 12° lang. Am 16. September konnte der Komet schon durch ein Sucherfernrohr den ganzen Tag über beobachtet werden. Die Helligkeit nahm noch weiter zu und wurde so groß, dass der Komet am hellen Himmel neben der Sonne gesehen werden konnte. Man musste nur in Richtung der Sonne schauen, um den Kometen unmittelbar zu erkennen. Mehrere Beobachter in England, Spanien, Südafrika und Argentinien verfolgten am 17. September die Annäherung des Kometen an die Sonne, er konnte dabei selbst durch Dämpfungsfilter beobachtet werden.
Am 17. September ging der Kern des Kometen schließlich von der Erde aus gesehen ab etwa 15:35 Uhr UT für ca. 75 Minuten vor der Sonne vorüber. Finlay und William Lewis Elkin beobachteten dieses Ereignis vom Kap der Guten Hoffnung. Finlay bemerkte, dass „das silbrige Licht des Kometen einen starken Kontrast zum rot-gelben der Sonne darstellte“. Elkin berichtete, dass er ihn um 15:37 Uhr „in den Wellenbewegungen des Sonnenrandes verschwinden sah“. Finlay verlor den Sichtkontakt 8,5 Sekunden später, „als der Sonnenrand überall um ihn herum kochte“. Er glaubte ihn 3 Sekunden später noch einmal zu sehen, war sich aber nicht sicher. Danach suchte er die Sonnenscheibe sehr sorgfältig ab, konnte aber nicht die geringste Spur des Kometen entdecken. Aus rein geometrischen Vergleichen und indem man die Sonne als Vergleichsstern verwendet, kann man die Helligkeit des Kometen während des Transits auf −12,5 mag abschätzen.
Nach dem Transit erschien der Komet wieder auf der anderen Seite der Sonnenscheibe etwa zur Zeit seiner größten Annäherung an die Sonne. Er entfernte sich etwas von der Sonne und bewegte sich dann wieder darauf zu, so dass er anschließend gegen 19:05 Uhr UT noch einmal für etwa 2 Stunden hinter der Sonne durchging. Beobachtet wurde er aber wohl erst wieder knapp 4 ½ Stunden nach Ende der Bedeckung, als Tebbutt ihn am helllichten Tag weniger als 1° vom Sonnenrand auffand. Der Schweif erschien dabei ½° lang. Auch am 18. und 19. September wurde der Komet noch von zahlreichen Beobachtern am Taghimmel beobachtet, und noch am 22. September konnte er bis zu einer Viertelstunde nach Sonnenaufgang gesehen werden. Der Schweif erschien in der Morgendämmerung mit 12° Länge.
Nach dem Periheldurchgang nahm die Helligkeit des Kometen wieder ab, Anfang Oktober wurde noch 1 mag beobachtet, die Schweiflänge blieb bis in den Oktober bei 15 bis 20°. Gegen Ende September wurde beobachtet, dass der Kern des Kometen in Richtung des Schweifs verlängert erschien. Am 3. Oktober konnten schließlich zwei Kerne festgestellt werden, die beide elliptisch verformt waren, „wie zwei Reiskörner Spitze an Spitze“. Bis zum 18. Oktober konnten dann mit zunehmender Deutlichkeit bis zu sechs einzelne Kerne beobachtet werden, die „wie sehr kleine Perlen auf einem Wollfaden aufgereiht erschienen“.
Im September und Oktober wurde eine Vielzahl von spektroskopischen Untersuchungen an dem Kometen vorgenommen. Im November konnte David Gill eine Reihe von spektakulären Photographien des Kometen aufnehmen. Dies war erst das dritte Mal nach C/1858 L1 (Donati) und C/1881 K1 (Großer Komet), dass ein Komet fotografiert wurde. Die Helligkeit betrug Mitte November nach diesen Aufnahmen noch 3,5 mag. Anfang Dezember war die Helligkeit auf 5 mag gefallen, der Schweif war aber immer noch 15° lang. Der Komet blieb noch bis über den Februar 1883 hinaus sichtbar für das bloße Auge, die Schweiflänge betrug zu der Zeit noch 4 bis 6°. Anfang März war der Schweif verschwunden und die letzte Beobachtung erfolgte schließlich durch John Macon Thome am 1. Juni, als der Komet bei Einbruch der Dunkelheit bereits tief am westlichen Horizont stand.
Der Komet erreichte eine Helligkeit von −4 mag. Während des Transits über die Sonne überstieg die Helligkeit −10 mag.

## Auswirkungen auf den Zeitgeist
Der Komet war ein so auffälliges Objekt, dass er auf der ganzen Welt von vielen Menschen wahrgenommen und beobachtet wurde.
Im Oktober 1882 wurden viele Provinzen Venedigs von Überschwemmungen verwüstet. Giovanni Schiaparelli, der italienische Astronom, hielt am 4. Februar 1883 in Mailand eine öffentliche Vorlesung über den Großen Kometen von 1882, in der er die in der Bevölkerung verbreitete Ansicht eines Zusammenhangs zwischen den beiden Ereignissen als sehr unwahrscheinlich erklärte – zum einen wegen der großen Entfernung des Kometen zur Erde und zum anderen wegen der Schwierigkeit zu verstehen, warum der Komet nur diese sehr kleine Weltgegend beeinflusst haben sollte.

## Wissenschaftliche Auswertung
Kometen, die so nahe an der Sonne vorbeigehen wie der Große Komet von 1882, haben den Astronomen seit über 300 Jahren Rätsel gestellt. Seit nachgewiesen wurde, dass der Große Komet C/1680 V1 von 1680 die Sonnenoberfläche in Abstand von nur 200.000 km fast gestreift hatte, fragten sie sich zum einen, wie Kometen so etwas überstehen können, und zum anderen, wann ein solcher Sonnenstreifer zuvor schon einmal erschienen sein könnte.
Als erster heller sonnenstreifender Komet des 19. Jahrhunderts erschien 1843 der Große Märzkomet C/1843 D1. Als seine vorigen Erscheinungen wurden lange Zeit drei oder vier Kometen aus dem letzten Drittel des 17. Jahrhunderts (nicht der Komet von 1680) angesehen. Als Umlaufzeit des Kometen wurden Werte von 175 Jahren bis herab zu völlig unmöglichen 7 Jahren vermutet. Direkte Berechnungen, die auf den Beobachtungen des Kometen basieren, zeigten aber, dass die Umlaufzeit wahrscheinlich nicht kürzer als 400 bis 500 Jahre sein kann.
Als im Jahr 1880 der Große Südkomet C/1880 C1 erschien, der in fast demselben Orbit umlief, hatten trotzdem die Befürworter einer 35- bis 40-jährigen Periode wieder eine große Zeit. Als dann 1882 der Große Septemberkomet C/1882 R1 wieder mit einem sehr ähnlichen Orbit erschien, wurde schon vermutet, dass dieser Sonnenstreifer durch Reibung in einem die Sonne umgebenden festen Medium bei jeder Wiederkehr sehr stark abgebremst worden wäre. Dies erwies sich aber als nicht zutreffend, da die Beobachtungsdaten des Kometen von 1882 eine Umlaufzeit von mehreren Jahrhunderten ergaben.
Die Schlussfolgerung daraus war, dass es eine Anzahl von verschiedenen Kometen geben müsse, die sich in praktisch demselben sonnenstreifenden Orbit bewegen. Daniel Kirkwood war der erste, der 1880 vorschlug, dass die sonnenstreifenden Kometen eine solche Kometengruppe bildeten. Er vermutete, dass die Kometen von 1843 und 1880 Bruchstücke des Kometen von −371 sein könnten, der nach dem Bericht des griechischen Historikers Ephoros in zwei Teile gebrochen war. Auch der Komet von 1882 zerbrach während seines Vorbeigang an der Sonne in mehrere Fragmente. Einige Jahre später wurde mit dem Großen Südkometen C/1887 B1 ein weiteres Mitglied dieser Kometengruppe identifiziert.
Die Sonnenstreifer wurde dann von 1888 bis 1901 sehr intensiv von Heinrich Kreutz untersucht, der vermutete, dass alle Mitglieder der später nach ihm Kreutz-Gruppe benannten Kometengruppe von einem ursprünglichen Körper abstammten, der bei seinem Vorbeigang an der Sonne zerbrochen sei. Er identifizierte noch weitere mögliche Mitglieder der Gruppe, und auch im 20. Jahrhundert erschienen noch weitere Gruppenmitglieder in den Jahren 1945, 1963, 1965 und 1970.
Brian Marsden untersuchte 1967 die Bahnen der bis dahin bekannten Kometen der Kreutz-Gruppe und zeigte, dass deren Mitglieder in zwei Untergruppen aufgeteilt werden können. Der Komet C/1882 R1 stellt demnach den wichtigsten Repräsentanten der Untergruppe II dar. Aus der Ähnlichkeit der Bahnelemente mit dem Kometen C/1965 S1 (Ikeya-Seki) leitete er als so gut wie erwiesen ab, dass beide Kometen bei ihrem letzten Vorbeigang an der Sonne in der ersten Hälfte des 12. Jahrhunderts noch ein Körper waren. Ob dies der bekannte Komet X/1106 C1 gewesen sein könnte, ließ sich aber nicht belegen. In der Folge gab es viele Versuche, die möglichen Zerfallsprozesse und resultierenden Bahnen der Sonnenstreifer theoretisch zu erfassen, insbesondere durch Zdenek Sekanina und andere.
Sekanina und Paul W. Chodas untersuchten im Jahr 2002 den möglichen Zerfallsprozess des Kometen von 1106 genauer. Sie konnten durch Vergleich der Bahnelemente der beiden Sonnenstreifer von 1882 und 1965 Marsdens Annahme bestätigen, dass sie einen gemeinsamen Ursprung besitzen und dass sie sich etwa 18 Tage nach dem Periheldurchgang ihres Ursprungskometen geteilt haben müssen, als dieser bereits wieder 0,75 AE von der Sonne entfernt war.
In weiteren sehr umfangreichen Untersuchungen wurden daraufhin von Sekanina & Chodas neue Theorien über Ursprung und Entwicklung der Kreutz-Kometengruppe entwickelt, die derzeit den aktuellen Wissensstand wiedergeben. Demnach kann nach dem Modell der zwei Superfragmente davon ausgegangen werden, dass alle Sonnenstreifer der Kreutz-Gruppe von einem sehr großen Vorgängerkometen mit nahezu 100 km Durchmesser abstammen, der möglicherweise im späten 4. Jahrhundert oder frühen 5. Jahrhundert einige Jahrzehnte vor seinem damaligen Vorbeigang an der Sonne in zwei etwa gleich große Teile zerbrochen ist. Die beiden Superfragmente vollführten einen weiteren Umlauf um die Sonne und Superfragment I erschien wieder im Jahr 1106 als der berühmte Sonnenstreifer X/1106 C1. Superfragment II erschien nur wenige Jahre früher oder später, entging aber durch ungünstige Sichtungsbedingungen offenbar der Beobachtung, weshalb es darüber keine Berichte gibt. Beide Superfragmente zerbrachen kurz nach ihrem damaligen extrem nahen Vorbeigang an der Sonne, innerlich geschädigt durch die enormen Gezeitenkräfte, erneut in weitere Bruchstücke (Kaskadierende Zersplitterung): Superfragment II zerfiel in mindestens drei weitere Teile, der größte erschien später wieder als der Komet C/1882 R1, die anderen Teile waren (zum Teil nach weiteren Zerfallsprozessen) die Quelle weiterer sonnenstreifender Kometen, die in den Jahren 1945, 1963, 1965 und 1970 erschienen. Der Komet von −371 hatte dagegen, wie sich herausstellte, keinerlei Beziehung zur Kreutz-Gruppe.
Für die Größe des Kometen C/1882 R1 schätzte Sekanina 2002 aus Vergleichen mit der Helligkeit anderer Kometen einen Durchmesser von ~50 km ab, eine neuere Arbeit von Matthew M. Knight u. a. benennt einen Durchmesser von ~30 km und eine Masse von 42 × 1015 kg.

## Umlaufbahn
Zahlreiche Astronomen berechneten mehr oder weniger genaue Bahnelemente für den Kometen. Heinrich Kreutz konnte 1891 schließlich Umlaufbahnen für die vier hellsten Bruchstücke A–D des Kometen berechnen, die Umlaufzeiten zwischen 772 und 995 Jahren ergaben. Leon Hufnagel berechnete 1919 noch verbesserte Bahnelemente für das hellste und offenbar größte Bruchstück B aus 1500 Beobachtungsdaten über einen Zeitraum von 260 Tagen. Er berücksichtigte bei seiner Berechnung zusätzlich relativistische Effekte und wollte damit einen weiteren Beleg für die Richtigkeit der damals neuen Allgemeinen Relativitätstheorie von Albert Einstein ableiten, was ihm allerdings nicht gelang. Die von Hufnagel für Bruchstück B berechneten Bahnelemente sind in der Infobox angegeben.
Die folgenden Angaben beruhen auf den Bahnelementen für das Massezentrum des Kometen, die 2002 von Sekanina & Chodas aus theoretischen Überlegungen über die Umlaufbahn vor und nach dem Zerfall des Kometenkerns und unter Verwendung moderner mathematischer Methoden, mit der Berücksichtigung aller Planetenstörungen und relativistischer Effekte angenommen wurden. Danach beschrieb der Komet vor seinem Zerfall eine extrem langgestreckte elliptische Umlaufbahn, die um rund 142° gegen die Ekliptik geneigt war. Der Komet lief damit im gegenläufigen Sinn (retrograd) wie die Planeten durch seine Bahn. Der Wert für die Große Halbachse betrug 86,4 AE und die Exzentrizität 0,999910. Im sonnennächsten Punkt der Bahn (Perihel), den der Komet am 17. September 1882 durchlaufen hat, befand er sich mit etwa 1,16 Mio. km Sonnenabstand nur ⅔ eines Sonnenradius über deren Oberfläche. Nur 75 Minuten zuvor hatte er sich bis auf 107,6 Mio. km der Venus genähert, während er bereits etwa 15 Stunden zuvor mit 0,98 AE/146,2 Mio. km die größte Annäherung an die Erde erreicht hatte.
Nach den neueren Untersuchungen ist der Komet wahrscheinlich ein Bruchstück eines unbeobachteten Kometen, der in den ersten Jahren des 12. Jahrhunderts erschienen war, danach hätte seine Umlaufzeit bis zu seiner letzten Passage des inneren Sonnensystems etwa 780 Jahre betragen. Für die vier größeren Bruchstücke A–D, in die der Komet kurz nach seinem Periheldurchgang zerfallen war, konnten von Sekanina & Chodas jeweils Bahnelemente berechnet werden, die auf ungefähre Umlaufzeiten von 659 (A), 760 (B), 863 (C) und 943 Jahren (D) hinauslaufen. Da aber davon auszugehen ist, dass die Bruchstücke während ihres derzeitigen Umlaufs um die Sonne noch weiter zerfallen, dürften um die berechneten Daten ihrer Wiederkehr 2487 (A), 2571 (B), 2656 (C) und 2719 (D) jeweils kleine Gruppen von Kometen erscheinen.